# Palais des rois wisigoths
Le palais des rois wisigoths est un ancien palais situé à Toulouse datant de l'époque du royaume wisigoth (418-507). Actif pendant le royaume wisigoth de Toulouse, il est détruit au VIe siècle, peu après la défaite des Wisigoths à la bataille de Vouillé en 507 et la prise de Toulouse par les forces franques de Clovis l'année suivante.
Une partie de ses vestiges sont découverts, une première fois en 1988, une seconde en 1990, au cours de fouilles archéologiques préventives sur le site de l'ancien hôpital militaire Larrey. Ceux-ci ne sont pas conservés, mais au contraire oblitérés afin de permettre la construction du vaste ensemble immobilier de la place de Bologne.

## Histoire

### Construction et utilisation
Le palais wisigoth est construit sur le site d'un atelier de potiers, détruit pour l'occasion et actif à la fin du IVe siècle. Il fabriquait de la céramique commune (coupelles, cruches, mortiers), de la céramique décorée aux poinçons (plats, assiettes, bols) et était spécialisé dans la création de vaisselle à décor estampé et de lampes à huile à anse figurant une tête de cheval ou de mule. D'autres productions de cet atelier ont été retrouvées à Toulouse, en particulier autour de la place Étienne-Esquirol.

Objets retrouvés dans l'atelier de potier
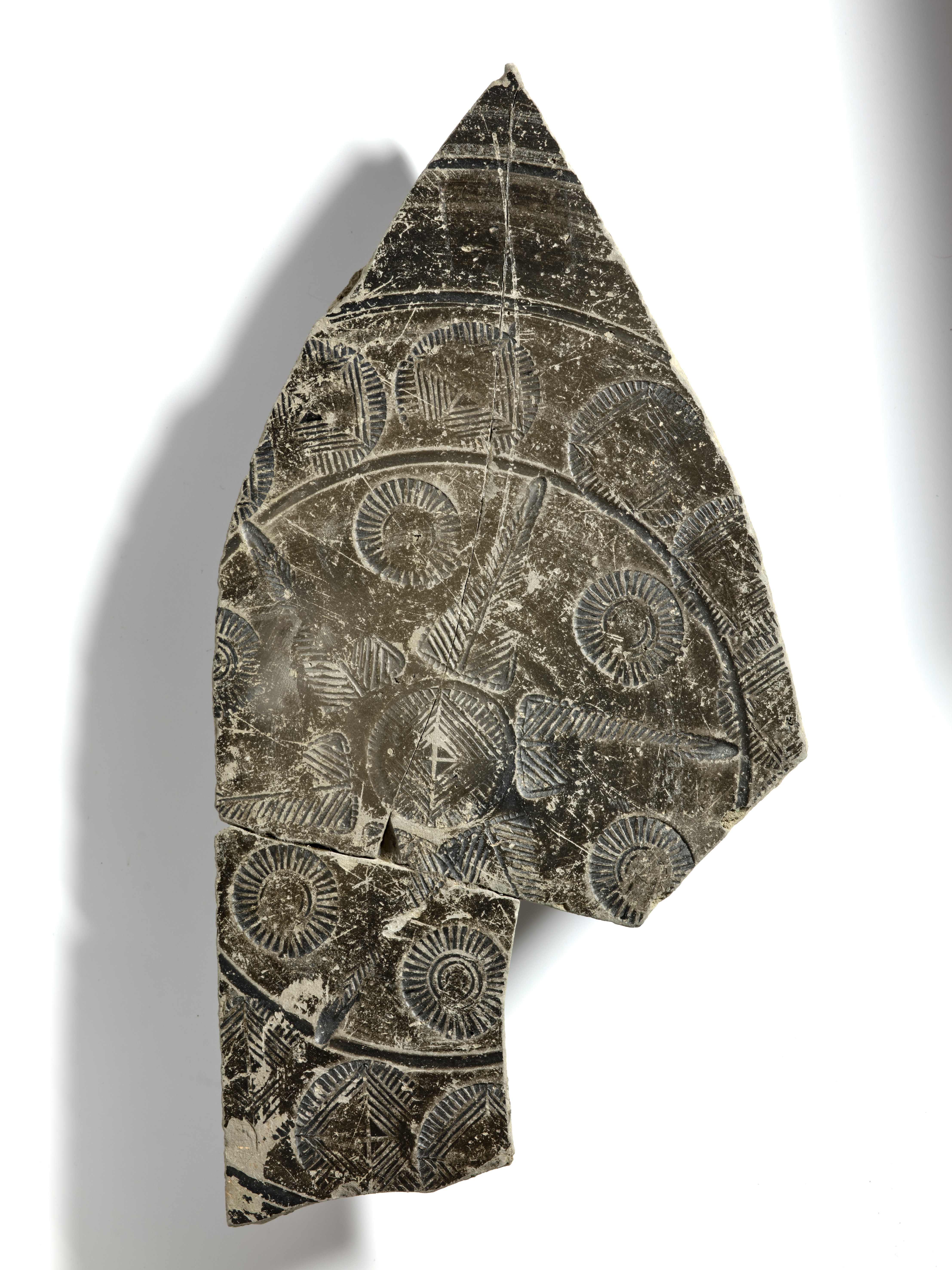
Fragment de plat.
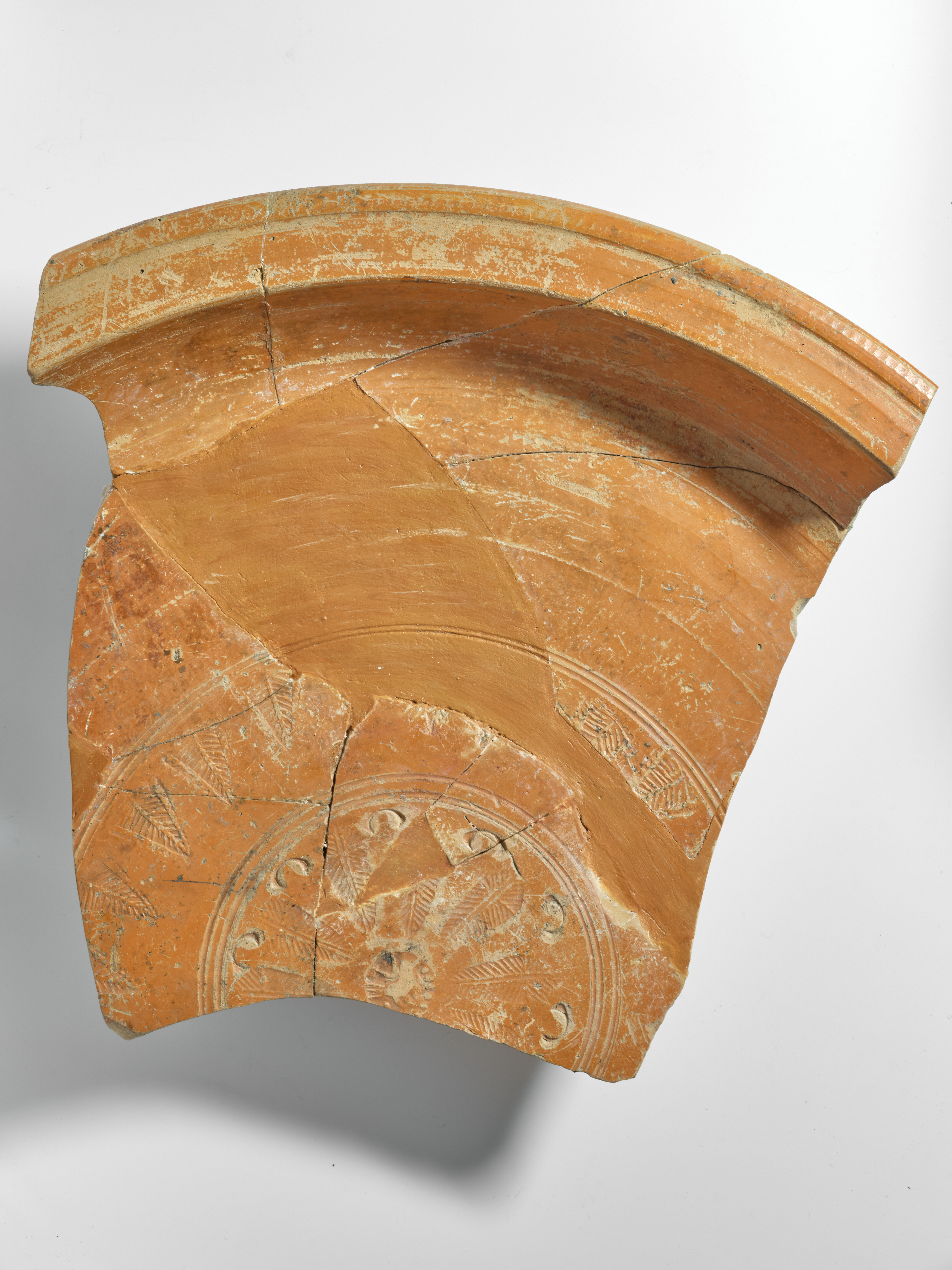
Fragment de plat à marli.
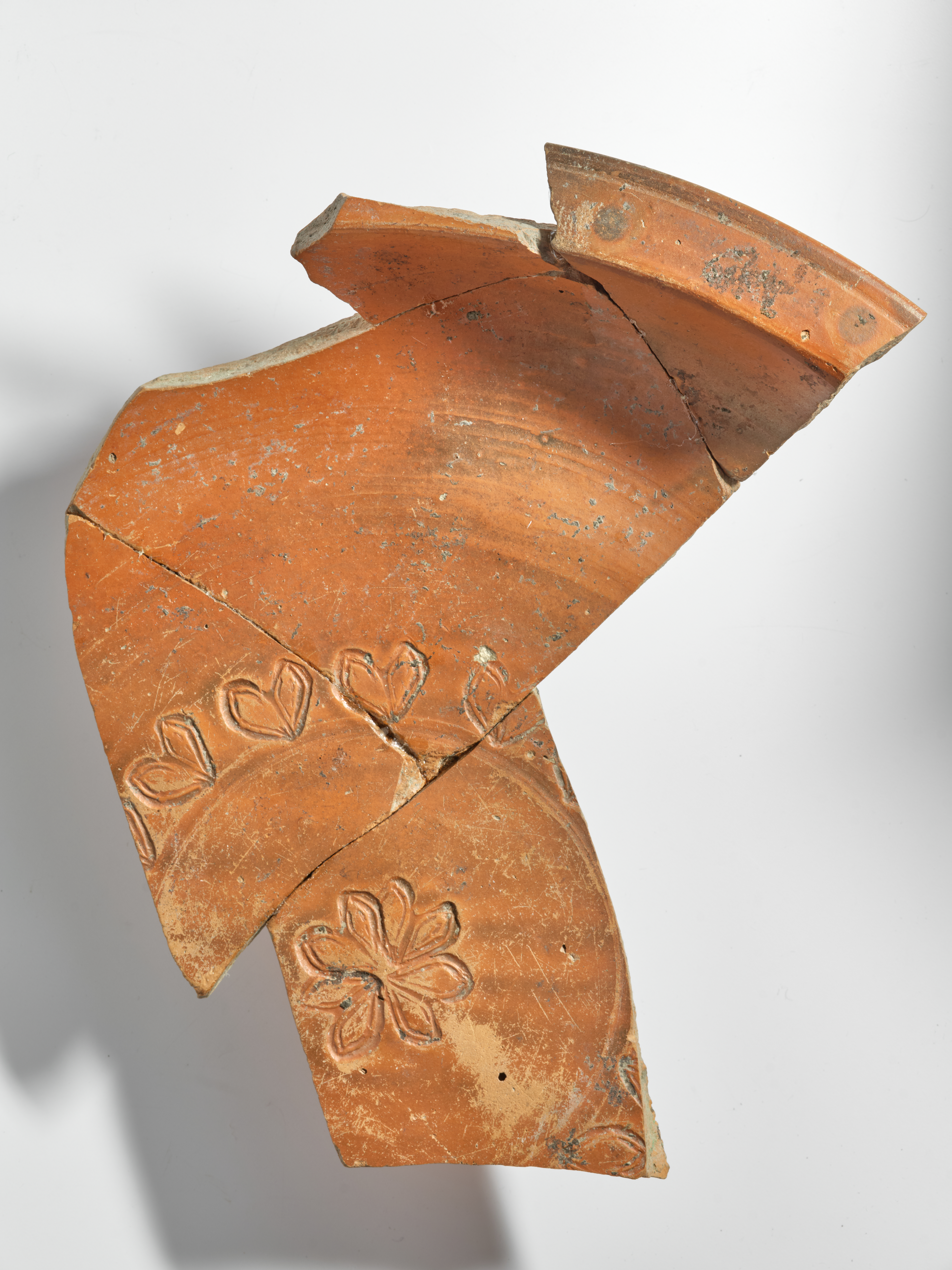
Fragment de plat à marli.
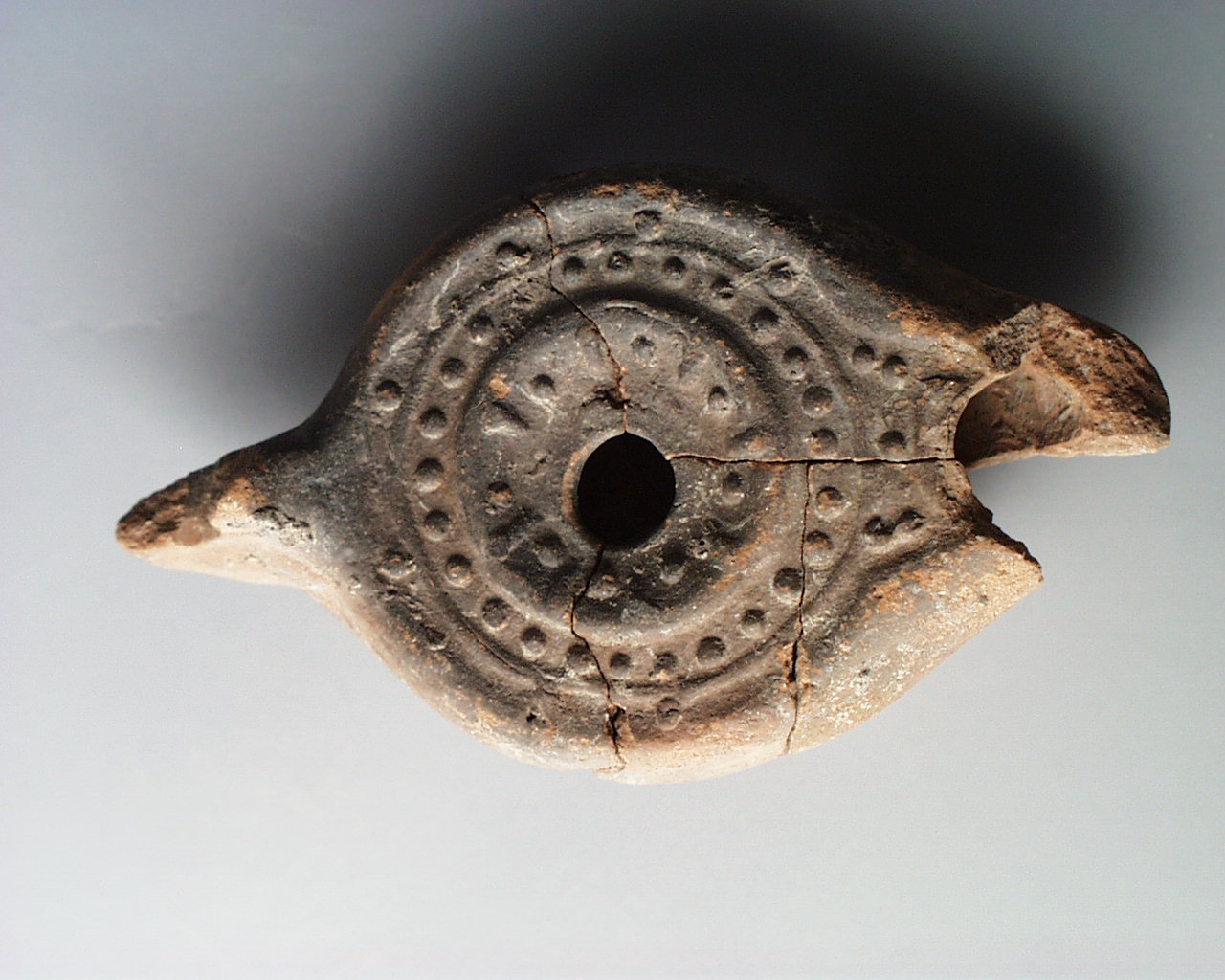
Lampe à huile.
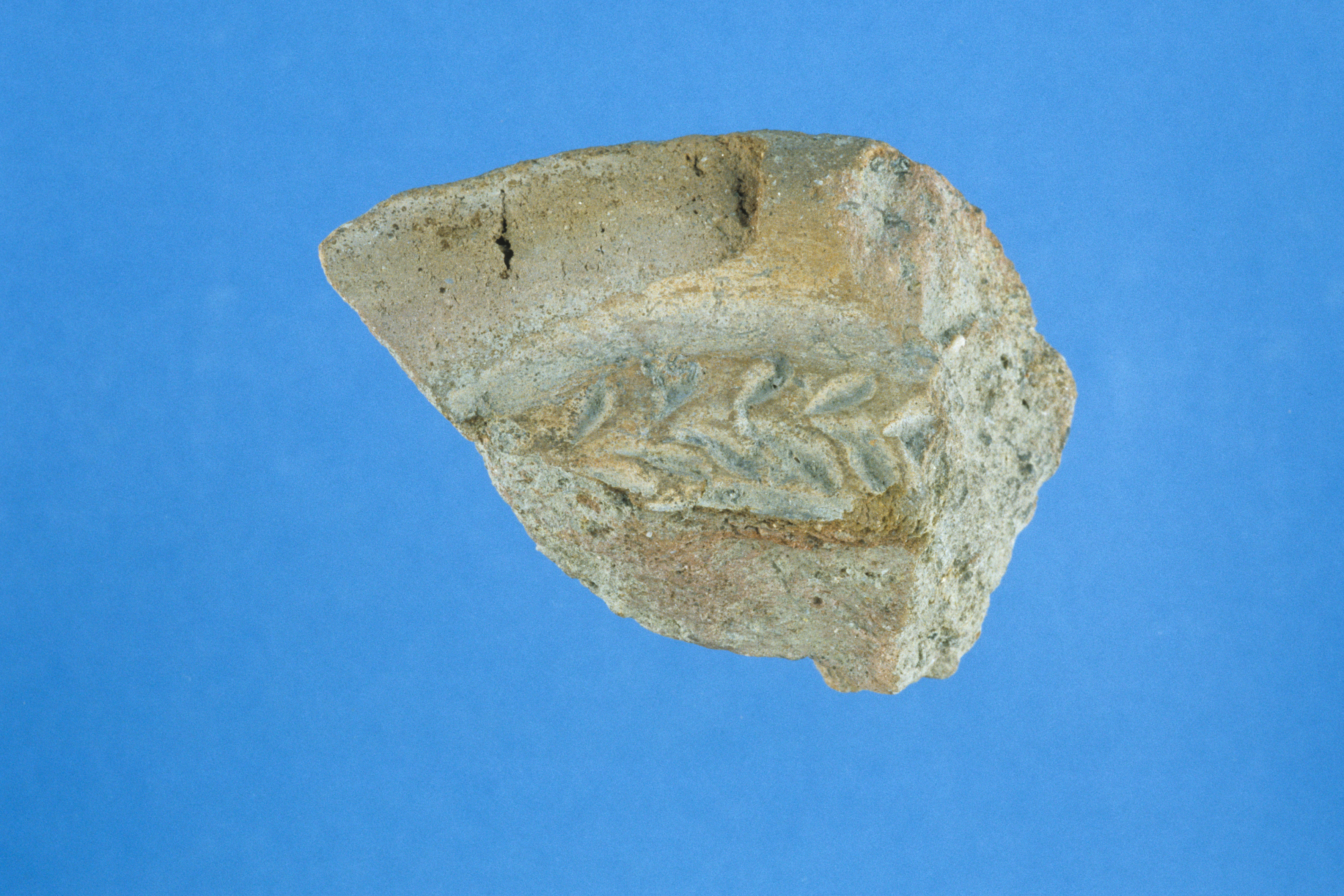
Fragment de moule supérieur de lampe à huile.
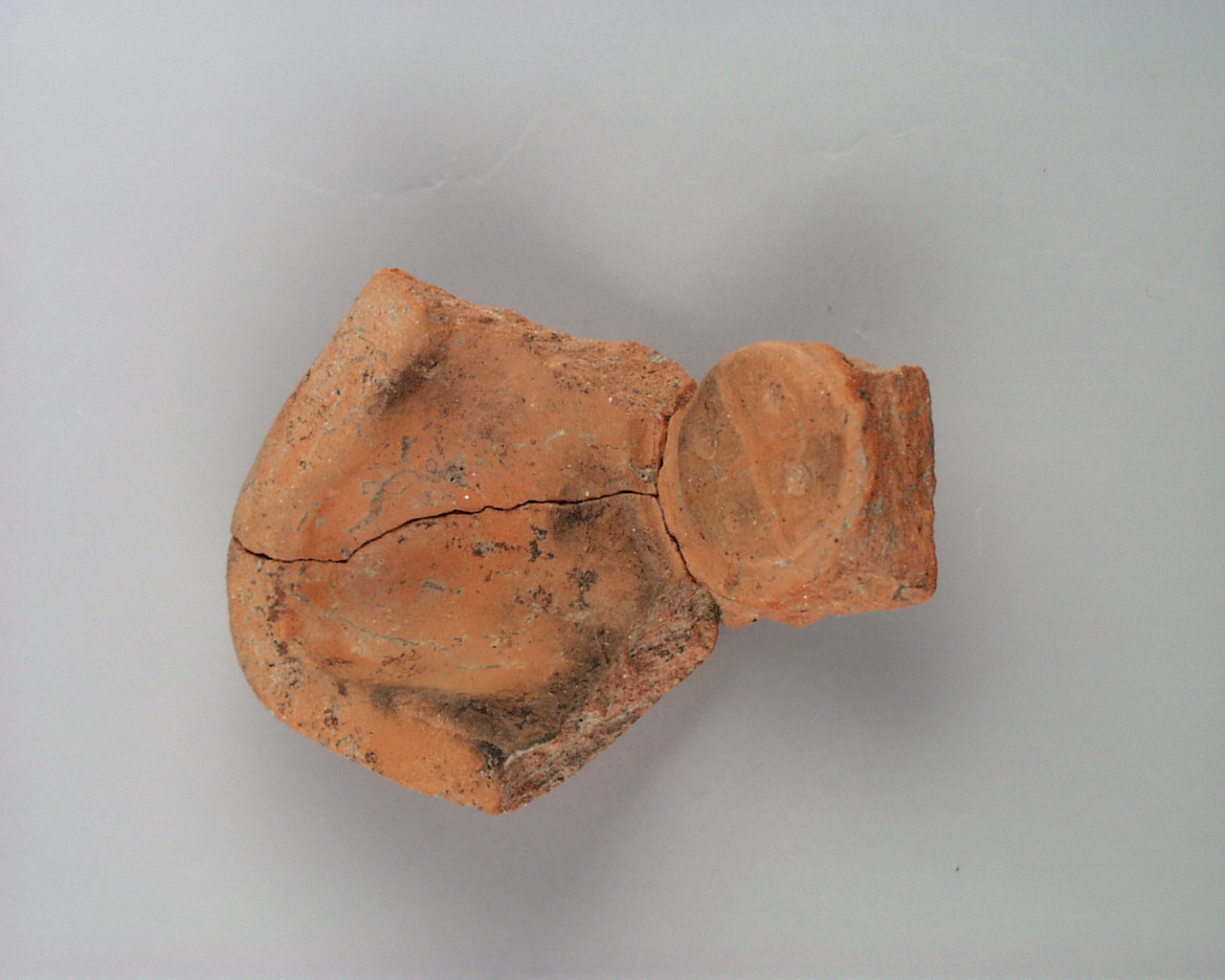
Fragment de moule de lampe à huile.
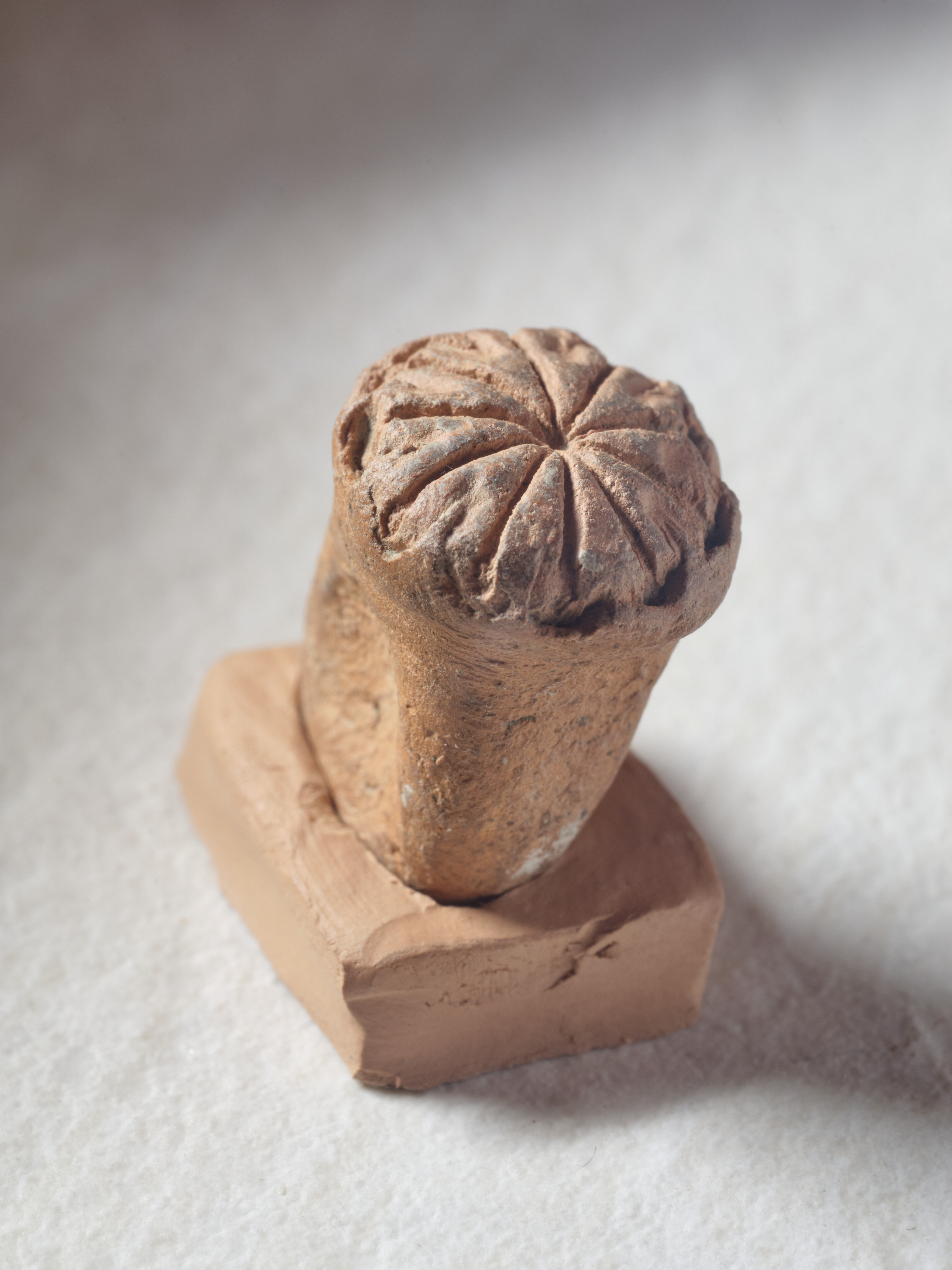
Poinçon.

Le palais est vraisemblablement occupé jusqu'au milieu du VIe siècle, pour être détruit peu après la retraite des Wisigoths à la suite de la bataille de Vouillé. 

### Découverte archéologique et identification
Les vestiges sont mis au jour pour la première fois en 1988, lors des fouilles de l'ancien hôpital Larrey en préparation de la création de la place de Bologne, à proximité de la basilique de la Daurade. D'autres vestiges sont découverts en 1990 par D. Schaad sur une autre partie du site de Larrey.
La description faite au Ve siècle par Sidoine Apollinaire du quotidien du roi wisigoth Théodoric II implique l'existence d'un vaste domaine royal couvrant plusieurs hectares, réparti sur plusieurs bâtiments et comprenant salle d'audience et de réception, salle de garde, salle du trésor, écuries et quartiers des domestiques. Les vestiges découverts de 1988 et 1990 contredisent cette description, en raison des circulations internes par d'étroites portes, qui ne peuvent correspondre qu'à une destination résidentielle ou cérémonielle des bâtiments.
L'identification comme demeure royale est l'architecture du bâtiment, typique de l'Antiquité tardive en Bretagne, en Germanie et en Gaule : façade monumentale, développement axial et symétrique centré sur un vestibule d'apparat entouré de très longues galeries. Le plan est tellement similaire à celui, à échelle beaucoup plus réduite, de la villa de la Garenne située à Nérac, qu'il est avancé que les deux monuments puissent avoir été dessinés par le même architecte. Outre la datation scientifique au Ve siècle, effectuée par étude stratigraphique du lieu de fouille et analyse au carbone 14 d'une poutre calcinée retrouvée, et le plan du bâtiment, ce qui permet de l'identifier comme palais des rois wisigoths est sa situation : exposition en bordure du fleuve à proximité du gué du Bazacle et appropriation d'une partie importante de l'enceinte de la ville et du rempart de la Garonne, appropriation que seule la plus haute autorité politique pouvait décider.
En 1989, au regret de la communauté archéologique, le site de fouille est oblitéré afin de permettre la construction de résidences autour de la place Saint-Pierre et la place de Bologne.

## Description
Le palais est situé entre les remparts de Toulouse et les berges de la Garonne. Il s'étend sur 90 m en longueur, selon un axe Sud-Nord, pour 29,50 m de large. 
L'entrée du vestige de Larrey est constituée d'un avant-corps situé sur la façade ouest. Le plan du bâtiment consiste en quatre pièces en enfilade encadrées de chaque côté d'un couloir latéral et d'une salle supplémentaire. 
Les murs sont construits en matériaux de remploi, tels que la brique, les tuiles à rebord, les moellons en calcaire, enduits de chaux et recouverts d'un faux appareil en pierre pour ajouter du prestige au bâtiment.
L'ensemble s'étend sur un quartier de la ville, jusqu'à la résidence universitaire de l'Arsenal.

## Mobilier, artisanat et fragments retrouvés
Peu d'éléments lapidaires sont retrouvés : fragments d'une transenne et un bas-relief à décor végétal. Le mobilier aussi est limité : fermoir à décor cloisonné de grenats et pendant de ceinture en bronze à décor ocellé.

Objets retrouvés sur le site du palais
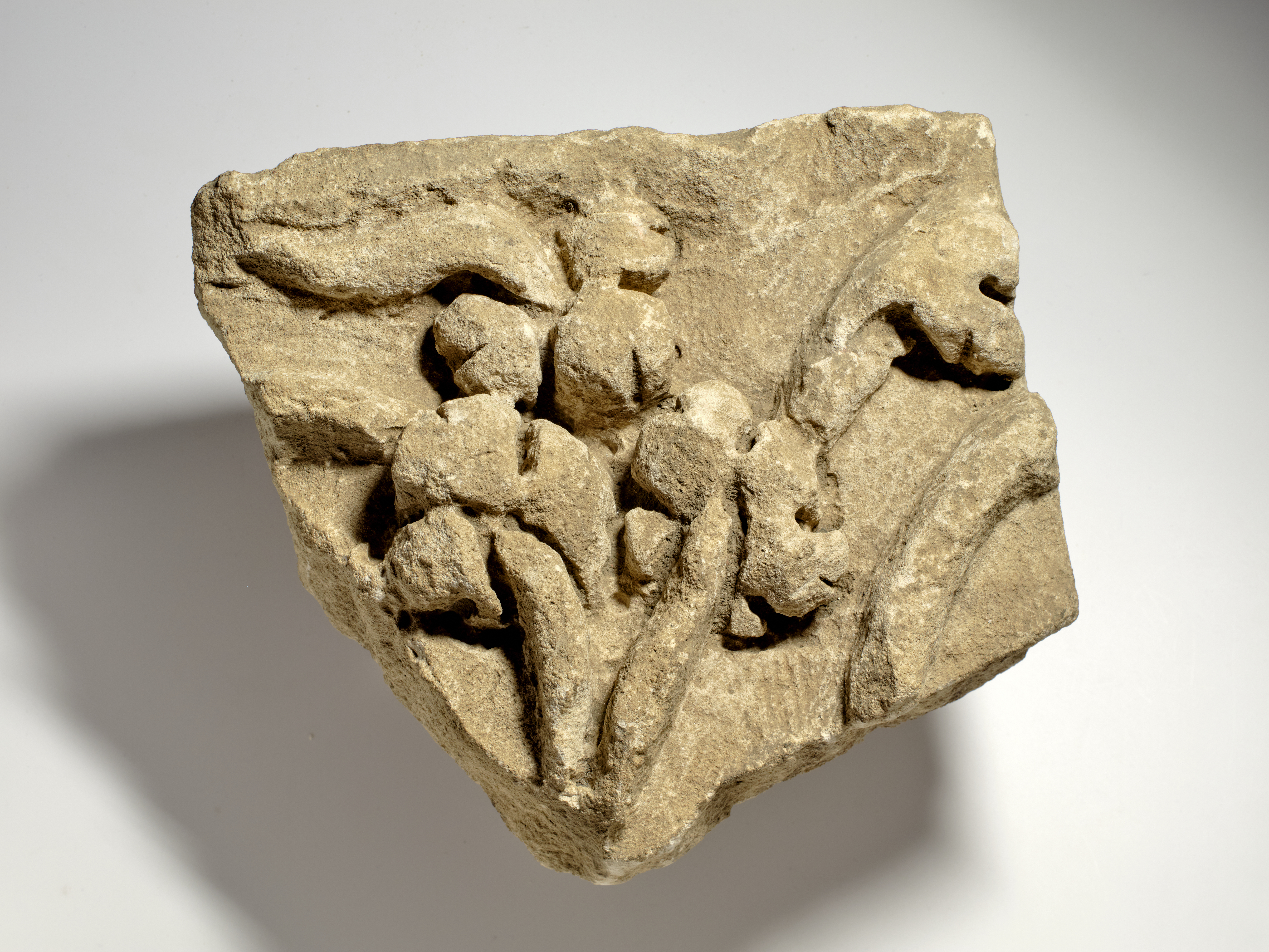
Élément de décor architectural.
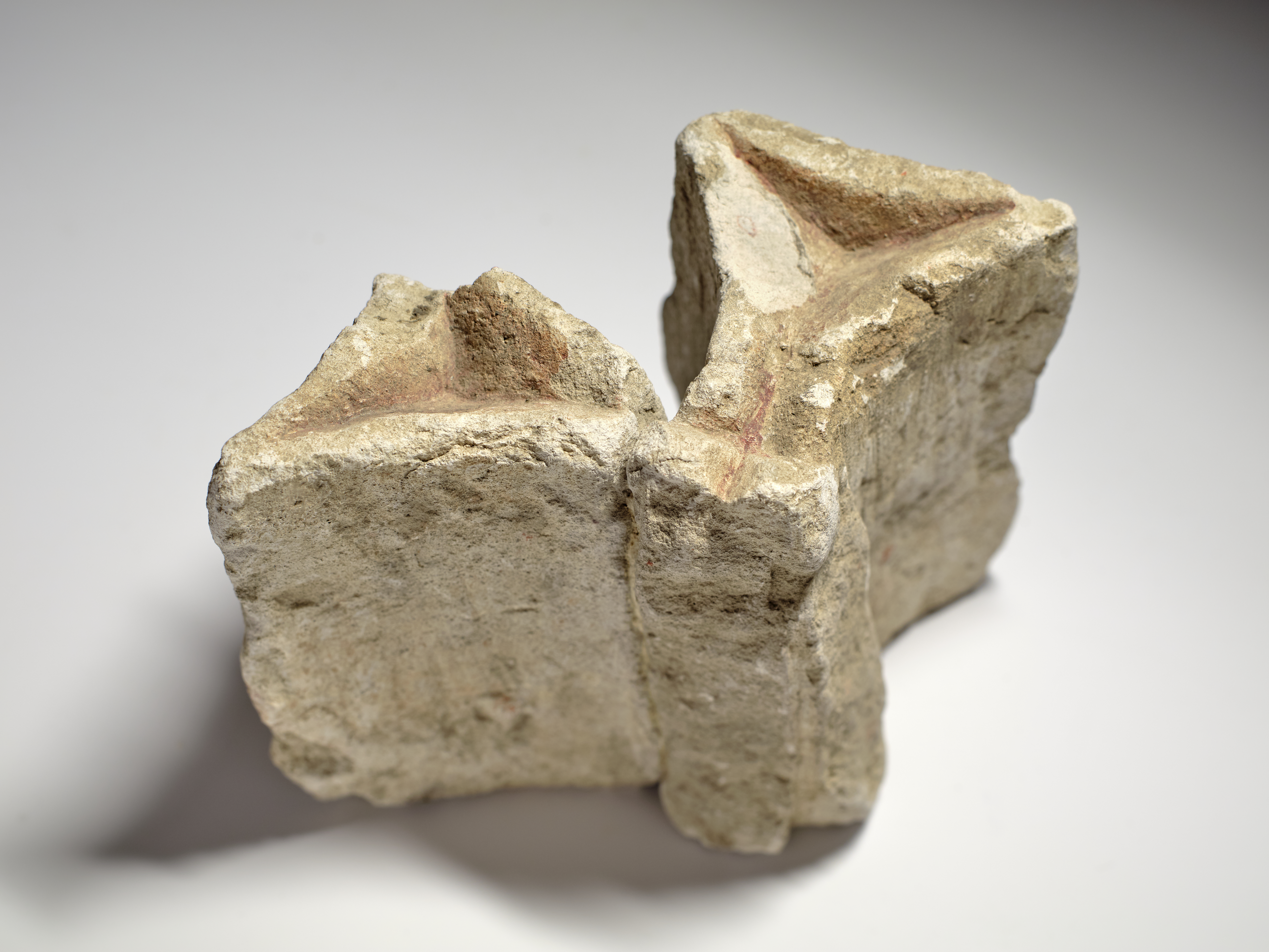
Élément de décor architectural.
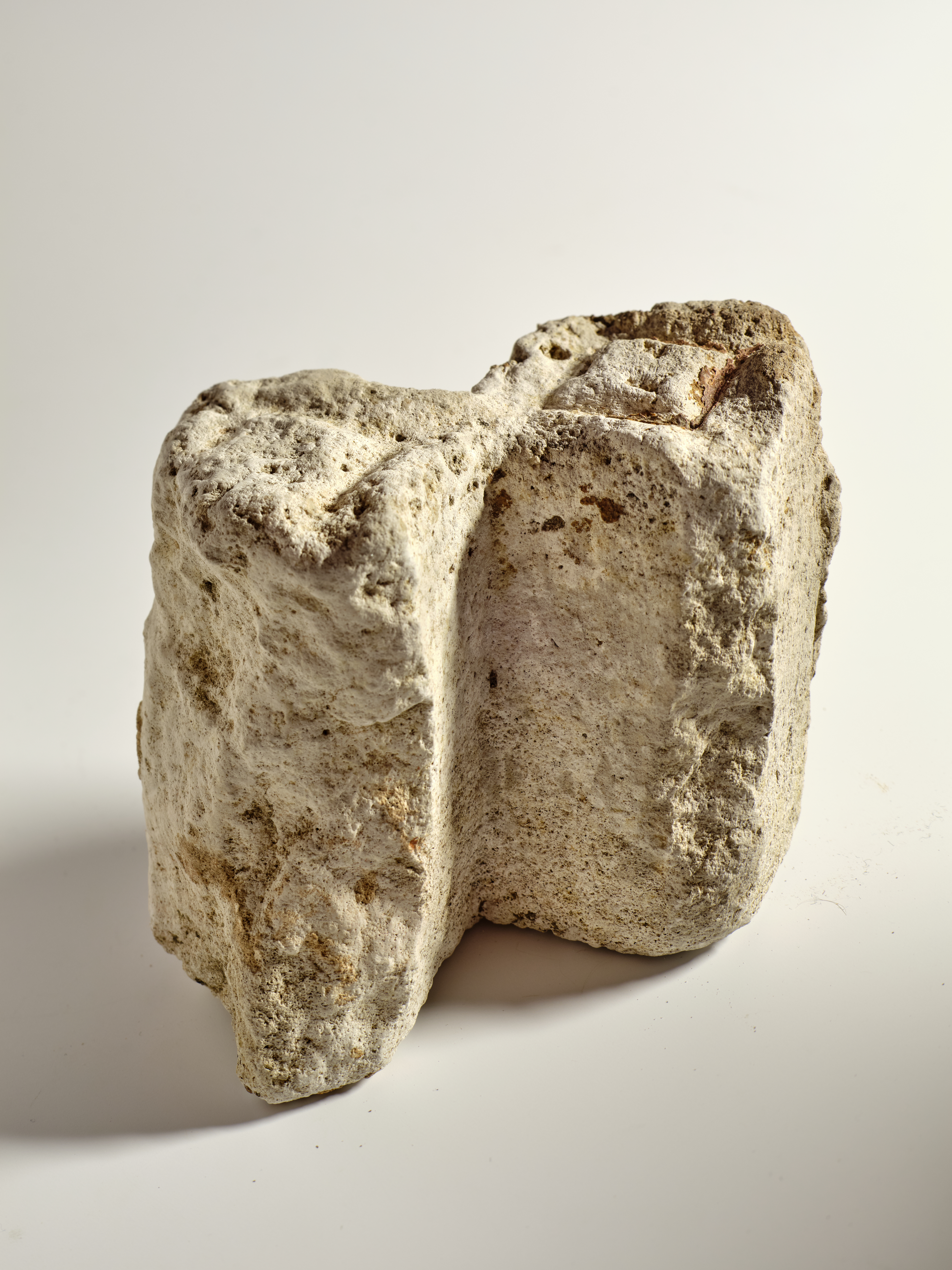
Élément de décor architectural.